# Índice bursátil Dow Jones
El índice bursátil Dow Jones es cualquiera de los 130 000 índices bursátileselaborados por la empresa Dow Jones Indexes, LLC, originalmente propiedad de la empresa Dow Jones & Company. Por su importancia a veces se denomina índice bursátil Dow Jones al más importante de ellos, cuyo nombre real es Promedio Industrial Dow Jones (DJIA); pero es una forma incorrecta de expresarlo, ya que Dow Jones genera una diversidad de índices. Los índices Dow Jones fueron creados por dos periodistas estadounidenses, Charles Dow y Edward Jones, los cuales fundaron en 1882 la empresa Dow Jones & Company.
Entre los diferentes índices bursátiles del Dow Jones se encuentran cuatro principales:
- El Promedio Industrial Dow Jones también conocido como Dow Jones Industrial Average (DJIA) es el más importante de todos y refleja el comportamiento del precio de la acción de las treinta compañías industriales más importantes y representativas de Estados Unidos.
- El Promedio de Utilidades Dow Jones conocido como Dow Jones Utility Average (DJUA) donde se reflejan los títulos valores de las quince mayores corporaciones de mercados como el gas o la energía eléctrica.
- El Promedio de Transportes Dow Jones conocido como Dow Jones Transportation Average (DJTA), que incluye las veinte mayores empresas de transporte y distribución.
- El Promedio Compuesto Dow Jones conocido como Dow Jones Composite Average (DJCA) es el índice que mide el desempeño de las acciones de sesenta y cinco compañías miembros de cualquiera de estos tres índices principales anteriores. Las empresas que componen el Promedio Compuesto Dow Jones pueden variar dependiendo de ciertos criterios, pero la mayoría de ellas son de gran capitalización. Cincuenta y seis de sus sesenta y cinco componentes se transan en la bolsa de valores de Nueva York (NYSE) y otras nueve son operadas en el NASDAQ.

## Otros índices bursátiles Dow Jones
- Índice Titanes Globales Dow Jones.
- Promedio Empresas Servicios Públicos Dow Jones.
- Índice Dow Jones del crecimiento empresas estadounidenses de gran capitalización.
- Índice Dow Jones del valor de empresas estadounidenses de gran capitalización.
- Índice Dow Jones del crecimiento de empresas estadounidenses de pequeña capitalización.
- Índice Dow Jones del valor empresas estadounidenses de pequeña capitalización.
- Índice Dow Jones Wilshire 5000 Total Market Index.
- Índice Dow Jones de sostenibilidad.
- Índice Dow Jones de Fondos de Cobertura.
- Índide Dow Jones de Commodities.

## Historia
Su origen se remonta al siglo XIX, en la empresa Dow Jones & Company cofundada por Charles Henry Dow, editor del periódico The Wall Street Journal, Edward David Jones y Charles Milford Bergstresser, ambos periodistas estadounidenses. El índice Industrial se fundó inicialmente con doce compañías, se amplió a veinte en 1916 y finalmente a treinta en 1928, por lo tanto, es el índice bursátil más antiguo del mundo. La empresa más antigua del índice, presente entre las doce iniciales era General Electric (aunque inicialmente salió y entró varias veces hasta establecerse en 1907), pero esde el 26 de junio de 2018 ya no forma parte de este. General Motors, la segunda más antigua se mantuvo por ochenta y tres años en el Dow Jones y salió en 2009, al presentar su declaración de quiebra, factor que automáticamente descalifica a una empresa para el índice, independientemente de su historia.